# Аннемаріке ван Румпт
Аннемаріке ван Румпт  (нід. Annemarieke van Rumpt, 29 квітня 1980) — нідерландська веслувальниця, олімпійська медалістка.

## Виступи на Олімпіадах
| Олімпіада  | Дисципліна                     | Місце |
| ---------- | ------------------------------ | ----- |
| Афіни 2004 | вісімка розстібна зі стерновим | 3     |
| Пекін 2008 | вісімка розстібна зі стерновим | 2     |